# جورج بثيون إنجلش
جورج بثيون إنجلش (بالإنجليزية: George Bethune English)‏ (7 مارس 1787 ـ 20 سبتمبر 1828) هو مغامر ودبلوماسي وعسكري أمريكي، خدم في جيش والي مصر محمد علي باشا.

## نشأته ودراسته
ولد جورج بثيون إنجلش في كامبريدج بولاية ماساتشوستس، وكان الأكبر بين أربعة أبناء للتاجر وباني السفن توماس إنجلش (1759 ـ 1838) وزوجته بينيلوبي بثيون (1763 ـ 1819).
التحق إنجلش بكلية هارفارد، حيث بدأ بدراسة القانون قبل أن يتحول إلى دراسة اللاهوت، فدرس التوراة كغيره من طلبة اللاهوت البروتستانت، وزاد على ذلك أن درس القرآن الكريم، ليحصل على درجة الماجستير في علم اللاهوت سنة 1811.

## كتابه المثير للجدل
ظهرت لدى إنجلش أثناء دراسته شكوك متعلقة بالمسيحية، نشرها في كتاب بعنوان «فحص أسس المسيحية» (بالإنجليزية: The Grounds of Christianity Examined)‏ تسبب في ردود أفعال عنيفة كان من بينها حرمانه كنسيًا سنة 1814 من قِبل كنيسة المسيح. وقد رد إنجلش على بعض الانتقادات والجدليات التي تمخض عنها كتابه الأول في نشرة عنونها «رسالة إلى الكاهن السيد كاري» (بالإنجليزية: A Letter to the Reverend Mr. Cary)‏، إلى جانب ردود منشورة على «خطبتان في الكفر» (بالإنجليزية: Two Sermons on Infidelity)‏ للزعيم التوحيدي وليام إليري تشانينغ. كما تولى الرد على كتابه زميله السابق في هارفارد إدوارد إيفرت، الذي وضع ردًا بعنوان «دفاع عن المسيحية ضد كتابات جورج ب. إنجلش» (بالإنجليزية: A Defence of Christianity Against the Works of George B. English)‏، وهو الرد الذي لم يتصدّ له إنجلش إلا بعد عقد من الزمان، عقب عودته من مصر، وعنون رده «خمسة أحجار ناعمة من الغدير» (بالإنجليزية: Five Smooth Stones out of the Brook)‏.

## انتقاله إلى الغرب الأمريكي
انتقل إنجلش فيما بعد إلى الغرب الأمريكي (في المناطق التي تشغلها حاليًا ولايتا أوهايو وإنديانا)، حيث تولى ـ لفترة وجيزة ـ تحرير جريدة، وصار عضوًا بطائفة هارموني البيوريتانية.

## التحاقة بقوات مشاة البحرية
كان إنجلش واحدًا من ضباط مشاة البحرية الذين عينهم الرئيس جيمس ماديسون في 27 فبراير 1815، حيث مُنح رتبة ملازم ثانٍ بقوات مشاة بحرية الولايات المتحدة في 1 مارس 1815 وعُين بقيادة مشاة البحرية عقب نهاية حرب 1812.

## في جيش محمد علي باشا
أبحر إنجلش بعد ذلك إلى منطقة البحر المتوسط، وكان من أوائل الأمريكيين الذين زاروا مصر. وبعد فترة وجيزة من نزوله بمصر، استقال من الجيش الأمريكي، وتحول إلى الإسلام، وصار طوبجي باشا (قائدًا للمدفعية) بجيش محمد علي باشا وشارك في حملة أقلعت في النيل صوب سنار سنة 1820، حيث برزت كفاءته العسكرية كضابط مدفعية. ويفترض بعض المؤرخين أنه «من المحتمل أنه قد صار عميلًا سريًا» وأن خدمته بمصر كانت جزءًا من دور استخباري. وقد نشر إنجلش تجربته هذه في كتابه «سرد لأحداث حملة على دنقلة وسنار» (بالإنجليزية: Narrative of the Expedition to Dongola and Sennaar)‏ الذي طُبع في لندن سنة 1822.

## عمله الدبلوماسي
بعد أن ترك إنجلش جيش محمد علي باشا، التحق بالهيئة الدبلوماسية الأمريكية في الشام، حيث عمل على عقد اتفاقية تجارية بين الولايات المتحدة والدولة العثمانية، أثمرت سنة 1822 عن تجارة قدر حجمها بنحو 800 ألف دولار.

## وفاته
في سنة 1827، عاد إنجلش إلى الولايات المتحدة، حيث توفي في واشنطن في العام التالي، ولم يسجل عنه أنه قد تزوج أو أن له ذرية.